# Сан-Франсиско (Антьокия)
Сан-Франсиско (исп. San Francisco) — город и муниципалитет на севере Колумбии, на территории департамента Антьокия. Входит в состав субрегиона Восточная Антьокия.

## История
Поселение из которого позднее вырос город было основано в 1830 году. Муниципалитет Сан-Франсиско был выделен в отдельную административную единицу в 1986 году. Название города связано с именем святого Франциска Ассизского.

## Географическое положение

Муниципалитет Сан-Франсиско

Город расположен в юго-восточной части департамента, в гористой местности Центральной Кордильеры, на расстоянии приблизительно 55 километров к востоку-юго-востоку (ESE) от Медельина, административного центра департамента. Абсолютная высота — 1160 метров над уровнем моря.

Муниципалитет Сан-Франсиско граничит на севере с муниципалитетом Сан-Луис, на северо-западе — с муниципалитетом Кокорна, на западе, юге и востоке — с муниципалитетом Сонсон, на северо-востоке — с муниципалитетом Пуэрто-Трьюнфо. Площадь муниципалитета составляет 373 км².

## Население
По данным Национального административного департамента статистики Колумбии, совокупная численность населения города и муниципалитета в 2012 году составляла 5625 человек.
Динамика численности населения муниципалитета по годам:
| 2005 | 2006 | 2007 | 2008 | 2009 | 2010 | 2011 | 2012 |
| ---- | ---- | ---- | ---- | ---- | ---- | ---- | ---- |
| 6395 | 6270 | 6161 | 6048 | 5939 | 5838 | 5733 | 5625 |

Согласно данным переписи 2005 года мужчины составляли 51,2 % от населения Сан-Франсиско, женщины — соответственно 48,8 %. В расовом отношении белые и метисы составляли 99,9 % от населения города; негры, мулаты и райсальцы — 0,1 %.
Уровень грамотности среди всего населения составлял 75,4 %.

## Экономика
Основу экономики Сан-Франсиско составляет сельскохозяйственное производство и туризм. Развито животноводство.

70,5 % от общего числа городских и муниципальных предприятий составляют предприятия торговой сферы, 24,8 % — предприятия сферы обслуживания, 3,4 % — промышленные предприятия, 1,3 % — предприятия иных отраслей экономики.